# Federico Wilde

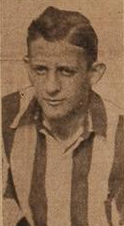
Federico Wilde en Unión de Santa Fe (1929)

Federico Wilde, futbolista argentino nacido en 1912 en la Ciudad de Santa Fe, fecha de fallecimiento desconocida.
Se desempeñaba como delantero en el Club Atlético Unión de Santa Fe en 1934, cuando el entrenador Felice Pascucci lo convocó para jugar el Mundial de Italia con la casaca albiceleste. En 1939 jugó un partido en Segunda División para Sportivo Buenos Aires.

## Clubes
| Club                   | País      | Periodo   |
| ---------------------- | --------- | --------- |
| San Martín de Santa Fe | Argentina | 1924-1928 |
| Unión                  | Argentina | 1928-1939 |
| Sportivo Buenos Aires  | Argentina | 1939      |

## Palmarés
| Club  | Título                     | Ciudad   | País      | Año  |
| ----- | -------------------------- | -------- | --------- | ---- |
| Unión | Liga Santafesina de Fútbol | Santa Fe | Argentina | 1932 |
| Unión | Liga Santafesina de Fútbol | Santa Fe | Argentina | 1934 |
| Unión | Torneo Preparación         | Santa Fe | Argentina | 1935 |
| Unión | Liga Santafesina de Fútbol | Santa Fe | Argentina | 1935 |
| Unión | Liga Santafesina de Fútbol | Santa Fe | Argentina | 1936 |
| Unión | Torneo Preparación         | Santa Fe | Argentina | 1937 |
| Unión | Campeonato de Honor        | Santa Fe | Argentina | 1938 |
| Unión | Liga Santafesina de Fútbol | Santa Fe | Argentina | 1938 |
| Unión | Campeonato de Honor        | Santa Fe | Argentina | 1939 |
| Unión | Liga Santafesina de Fútbol | Santa Fe | Argentina | 1939 |

## Partidos en la selección Argentina
| Rival            | Resultado | Lugar  | Fecha               |
| ---------------- | --------- | ------ | ------------------- |
| Suecia           | 2-3       | Italia | 27 de mayo de 1934  |
| Italia (Juvenil) | 2-0       | Italia | 14 de junio de 1934 |

## Participación en Copa del Mundo
| Mundial                        | Sede   | Resultado    | Partidos | Goles |
| ------------------------------ | ------ | ------------ | -------- | ----- |
| Copa Mundial de Fútbol de 1934 | Italia | Primera Fase | 1        | 0     |

- Datos: Q2704097
- Multimedia: Federico Wilde / Q2704097